# Juan Vidal de Arce
Juan Vidal de Arce (fl. 1605-1607) fue un compositor y maestro de capilla español.

## Vida
No se conoce prácticamente nada sobre su vida, aparte de su estancia en Palencia.
El maestro de capilla de la Catedral de Palencia, Bricio Gaudí, fallecía el 5 de febrero de 1605, dejando el cargo vacante. El cabildo trató inicialmente de atraer a Alonso de Tejeda, maestro de capilla de la Catedral de Zamora, para ocupar el cargo. Sin embargo, Tejada respondió que acababa de obtener el magisterio de la Catedral de Toledo, primada de España, y que no podía dejar el cargo recién ganado. Hay que tener en cuenta que la Catedral de Toledo era uno de los cargos más prestigiosos de España para un maestro de capilla.
El cabildo decidió poner edictos y fechar la convocatoria entre el 19 de agosto al 18 de octubre de 1605. Entretanto se presentó Juan Vidal de Arce procedente de Madrid. El 2 de septiembre Vidal de Arce hizo una demostración de sus cualidades, dirigiendo el coro, y el cabildo quedó impresionado por «la gracia [con] que regía y gobernaba el facistol». El cabildo le pagó 12 ducados «por lo que ha servido y trabajado con la fiesta del patrono [San Antolín] y con muy buenas y gratas palabras.» Pero había que continuar con los edictos y se realizaron las oposiciones el 19, 20 y 21 de octubre. Además de Juan Vidal se presentaron otros cuatro candidatos: Juan de Tafalla, de Navarra; Francisco de Bustamante, antiguo maestro de capilla de la Catedral de Oviedo y del que se desconoce el cargo que ocupaba en ese momento; Pedro Fernández, de Santo Domingo de la Calzada; y Bernardo de Peralta, maestro de capilla de la Colegiata de Alfaro.
Los exámenes fueron extensos y se extendieron por tres días: el primer día un examen teórico. Al día siguiente, con un plazo de 24 horas, debían entregar un motete sobre una antífona de las segundas vísperas de San Antolín. Ese mismo segundo día tuvieron que dirigir su motete en la capilla de música y además tuvieron que «dar razón de su composición». Además se les encargó un villancico para el día siguiente. El tercer día tuvieron que dirigir el villancico compuesto con la letrilla que se les entregó. No se llamó a compositores externos para el tribunal y los mismos racioneros músicos y capellanes, presididos por el deán, evaluaron las pruebas. En votación del 22 de octubre de 1605 el cabildo se decidió por Juan Vidal de Arce, «por mayor parte de votos». El acta de elección se recuerda al maestro que es responsable de toda la música de la catedral. Los maestros no elegidos fueron pagados con 10 ducados para las costas del viaje de regreso.
El 20 de enero de 1606, durante la misa mayor de San Sebastián, se produjo un altercado entre Vidal de Arce y un ministril. El maestro y el ministril fueron cesados fulminantemente y se generó un pleito que se alargó durante un año. Finalmente el cabildo ganaría el pleito.

Hoy, día del glorioso mártir San Sebastián, estando diciendo la misa mayor, acabando de decir el evangelio de ella, Juan Vidal de Arce, maestro de capilla de esta santa iglesia, y Francisco Ruiz, ministril de ella, se habían encontrado en palabras sobre si había de quitar el libro de los ministriles que había puesto en el facistol del canto de órgano, para tañer los ministriles en él el ofertorio o no. Y de unas en otras habían llegado a decírselas tales, que por su fealdad ni se debían decir ni escribir, de modo que forzaron al dicho ministril a que con una corneta con que se halló en las manos diese con ella al dicho maestro, el cual se fue luego contra el dicho ministril, que retirándose y haciendo ademanes de defenderse, llegaron el uno tras el otro hasta salir por la puerta principal del coro al crucero con mucho ruido, escándalo, turbación y alboroto del oficio divino y de los que estaban en el coro y fuera de él, sin advertir el lugar a donde estaban ni el hábito con que dicho maestro se hallaba.
Dionisio Preciado (1973), «Vidal de Arce, maestro de capilla de la Catedral de Palencia (22-X-1605 a 20-V-1606)»

El musicólogo Samuel Rubio Calzón pone el percance como ejemplo de las dificultades del trabajo del maestro de capilla y el trato con los infantes del coro:

Cómo se puede pedir quietud a los niños si un maestro corno Juan Navarro propina una bofetada a un cantor de Salamanca; si un ministril golpea al maestro Juan Vidal de Arce con su corneta en la de Palencia; un organista desahoga sus iras en la catedral de Oviedo usando de sus manos «no para tañer» sino para herir «no teclas» sino el rostro de un pobre mozo de coro.
S. Rubio (1983), Historia de la Música

A partir de ese momento se pierde todo rastro del maestro.

## Obra
No se conservan composiciones del maestro Vidal de Arce.